# Leon Piasetski
Leon David Piasetski (ur. 24 grudnia 1951) – kanadyjski szachista, mistrz międzynarodowy od 1976 roku.

## Kariera szachowa
Przez wiele lat należał do ścisłej czołówki kanadyjskich szachistów. Wielokrotnie reprezentował narodowe barwy w turniejach drużynowych, m.in. pięciokrotnie na olimpiadach szachowych (w latach 1974, 1976, 1978, 1988, 1992) (najlepszy wynik: Hajfa 1976 – VIII miejsce). Był również wielokrotnym finalistą indywidualnych mistrzostw Kanady, zdobywając m.in. brązowy medal w 1975 roku.
W 1970 r. zdobył tytuł indywidualnego mistrza Kanady juniorów, natomiast w 1971 r. reprezentował Kanadę na rozegranych w Atenach mistrzostwach świata juniorów do 20 lat, zajmując V miejsce w finale B (XVII miejsce w klasyfikacji końcowej). W 1973 r. zajął III m. w Netanji (turniej B). W 1977 r. podzielił II m. w Alicante (za Raymondem Keene'em, wspólnie z Ángelem Martínem Gonzálezem i Orestesem Rodríguezem Vargasem), jak również podzielił IV m. (za Vlastimilem Hortem, Borislavem Ivkovem i Levente Lengyelem, wspólnie z Miguelem Quinterosem i Jovanem Sofrevskim) w Sztipie. W 1984 r. podzielił II m. (za Duncanem Suttlesem, wspólnie z m.in. Robertem Zukiem) w Vancouver, natomiast w 1989 r. w turnieju rozegranym w tym mieście zajął I miejsce. W 1989 r. podzielił II m. (za Kevinem Spraggettem, wspólnie z Bryonem Nickoloffem) w turnieju strefy kanadyjskiej (eliminacji mistrzostw świata) i awansował do rozegranego w Manili w 1990 r. turnieju międzystrefowego, w którym zajął odległe miejsce. W 2012 r. zajął VIII m. w mistrzostwach świata seniorów (zawodników powyżej 60. roku życia), rozegranych w greckim mieście Kamena Wurla.
Najwyższy ranking w karierze osiągnął 1 stycznia 1979 r., z wynikiem 2425 punktów zajmował wówczas 4. miejsce wśród kanadyjskich szachistów.